# 잔 모로
잔 모로(프랑스어: Jeanne Moreau, 1928년 1월 23일 ~ 2017년 7월 31일)는 프랑스의 배우, 가수, 영화 감독이다. 1949년 《라스트 러브》로 스크린에 데뷔한 이래 루이 말 감독의 《사형대의 엘리베이터》(1958), 미켈란젤로 안토니오니의 《밤》(1961), 프랑수아 트뤼포의 《비련의 신부》(1967), 뤼크 베송의 《니키타》(1990), 프랑수아 오종의 《타임 투 리브》(2005) 등 수많은 작품에 출연했으며, 《뤼미에르》(1976)와 《사춘기 소녀》(1979) 등을 직접 연출했다. '누벨 바그의 여신'이란 별명이 있었다. 2017년 파리 자택에서 사망했다.

## 작품 목록

### 영화 출연
- 라스트 러브 (1949, Dernier Amour)
- Julietta (1953)
- 현금에 손대지 마라 (1954)
- 여왕 마고 (1954, La Reine Margot)
- 사형대의 엘리베이터 (1958)
- 연인들 (1958)
- 위험한 관계 (1959)
- 400번의 구타 (1959)
- 5인의 낙인찍힌 처녀 (1960, Five Branded Women)
- 모데라토 칸타빌레 (1960)
- 밤 (1961)
- 여자는 여자다 (1961) - 카메오
- 쥴 앤 짐 (1962)
- 카프카의 심판 (1962)
- 에바 (1962, Eva)
- 천사들의 해안 (1963)
- 도깨비불 (1963)
- The Victors (1963)
- 어느 하녀의 일기 (1964)
- 대열차 작전 (1964)
- 노란 롤스 로이스 (1964)
- 비바 마리아! (1965)
- 한밤의 차임벨 (1965)
- 마드모아젤 (1966, Mademoiselle)
- 세상에서 가장 오래된 직업(1967, Le Plus Vieux Métier du monde)
- 비련의 신부 (1968)
- 불멸의 이야기 (1968, Une histoire immortelle)
- 몬티 월쉬 (1970)
- 이상한 나라의 알렉스(1970, Alex in Wonderland)
- 고환 (1974)
- La Race des seigneurs (1974)
- 고독한 추적 (1976)
- 라스트 타이쿤 (1976)
- 뤼미에르 (1976, Lumière) - 연출, 각본 겸임
- 쿼렐리 (1982)
- 송어 (1982)
- 니키타 (1990)
- 안나 카라마조프(1991, Анна Карамазофф)
- 황새의 정지된 비상 (1991, Το Mετέωρο Bήμα Tου Πελαργού)
- 이 세상 끝까지 (1991)
- 연인 (1992)
- 내 마음의 지도 (1992)
- 시몽 시네마의 101의 밤 (1995)
- 예카테리나 대제 (1995)
- 구름 저편에 (1995)
- 미스 플라워 (1996, I Love You, I Love You Not)
- 란제리 (1997)
- 에버 애프터 (1998)
- 러브 액츄얼리 (2003)
- 타임 투 리브 (2005)
- 그들 각자의 영화관 (2007)
- 얼굴 (2009, 臉)

### 텔레비전 출연
- 레 미제라블 (2000)
- Les Rois maudits (2005)

### 영화 연출
- 뤼미에르 (1976, Lumière) - 출연 겸임
- 사춘기 소녀 (1979, L'Adolescente)
- Lillian Gish (1983) - TV 다큐멘터리